# Eadnoth le Jeune
Pour les articles homonymes, voir Eadnoth.
Eadnoth le Jeune est un prélat anglo-saxon mort le 18 octobre 1016.
Issu d'une famille prospère de la région des Fens, il est apparenté à l'archevêque d'York Oswald. Il entre dans les ordres en devenant moine à Worcester et devient abbé du monastère de Ramsey, fondé par Oswald, en 992. Quelques années plus tard, entre 1007 et 1009, il est élevé au rang d'évêque de Dorchester. Il trouve la mort durant la bataille d'Assandun.
Eadnoth est surnommé « le Jeune » (Junior) pour le distinguer d'un autre Eadnoth, « l'Ancien » (Senior), qui occupe le poste de prieur à Ramsey avant qu'Eadnoth le Jeune n'en devienne l'abbé. Il est également appelé « Eadnoth Ier », un autre Eadnoth ayant par la suite occupé le siège épiscopal de Dorchester.

## Biographie
Eadnoth est le fils d'Æthelstan Mannessune (en) et d'une parente d'Oswald de Worcester. Son père appartient à une famille prospère de la région des Fens : il détient des terres dans le Cambridgeshire, le Huntingdonshire et le Bedfordshire, ainsi que des domaines isolés dans le Norfolk et le Lincolnshire. La fratrie d'Eadnoth comprend un frère, Godric (mort en 1013), et deux sœurs, Ælfwaru (en) (morte en 1007) et Ælfwyn, qui héritent tous trois des terres de leur père. En revanche, Eadnoth devient moine à l'abbaye de Worcester, ce qui l'exclut de la succession d'Æthelstan.
La première mention d'Eadnoth dans les sources date des années 980. D'après le Liber Benefactorum Ecclesiae Ramesiensis, il supervise les réparations de la tour occidentale de l'abbaye de Ramsey. Il devient l'abbé de ce monastère en 992, après avoir vraisemblablement succédé à un autre Eadnoth (surnommé « l'Ancien ») comme prieur dès l'année précédente, voire auparavant. Cette promotion s'explique certainement par le lien de parenté entre Eadnoth et Oswald.
En tant qu'abbé, Eadnoth fonde un couvent à Chatteris, sur des terres appartenant à sa famille. Sa sœur cadette Ælfwyn en devient la première abbesse,. À la mort de leur sœur Ælfwaru, en 1007, le couvent de Chatteris reçoit les terres qu'elle possédait à Over et à Barley. Eadnoth fonde un autre monastère à St Ives, dont les terres (Slepe, c'est-à-dire St Ives, ainsi que des parties d'Elsworth et Knapworth) appartenaient également à Æthelstan Mannessune. Le 24 avril 1002, peu après la fondation de St Ives, Eadnoth fait transférer les reliques de son saint éponyme, Ivo (en), à la maison-mère de Ramsey.
Eadnoth devient évêque de Dorchester entre 1007 et 1009. Son diocèse s'étend sur une grande partie du Danelaw. Durant son épiscopat, il apparaît comme témoin sur une série de chartes du roi Æthelred le Malavisé entre 1009 et 1013. Il trouve la mort durant la bataille d'Assandun, le 18 octobre 1016, à laquelle il participe du côté du roi Edmond Côte-de-Fer contre Knut le Grand, aventurier danois qui revendique la couronne anglaise.
Le Liber Eliensis rapporte que les gardes chargés de ramener le corps d'Eadnoth à Ramsey s'arrêtent à l'abbaye d'Ely. Les moines d'Ely, menés par l'ancien évêque d'Elmham Ælfgar, s'en emparent en profitant de l'ivresse des gardes. Le corps d'Eadnoth reste ainsi à Ely, où il est vénéré comme saint et martyr. Sa fête est le 18 octobre, jour anniversaire de sa mort.